# First Love (2019)
First Love (Originaltitel: 初恋, Hatsukoi) ist ein japanisch-britischer Thriller aus dem Jahr 2019. Regie führte Takashi Miike, das Drehbuch schrieb Masaru Nakamura. Die Hauptrollen übernahmen Masataka Kubota, Nao Ōmori, Sakurako Konishi und Shota Sometani.

## Handlung
Nach einem verlorenen Kampf erfährt der junge Boxer Leo, dass er an einem Gehirntumor leidet. Um die Schulden ihres Vaters abzubezahlen, wird Yuri gezwungen, als Callgirl zu arbeiten. Zusätzlich wird sie unter Drogen gesetzt, im Rausch hat sie hin und wieder Halluzinationen von ihrem Vater und ihren ehemaligen Klassenkameraden. Sie wird von dem Yakuza Yasu und seiner Freundin Julie in einer Wohnung gefangen gehalten, die auch als Anlaufstation des Drogenhandels dient.
Eines Nachts holt der korrupte Polizist Ōtomo Yuri aus der Wohnung. Als sie versucht, vor Ōtomo wegzulaufen, trifft sie auf der Straße auf Leo. Dieser schlägt Ōtomo nieder und beschließt, Yuri zu helfen, was auch gelingt. Im Verlauf des Films erfährt Leo, dass er doch keinen Gehirntumor hat, woraufhin er beschließt, weiterhin als Boxer zu arbeiten. Yuri versucht in einem Krankenhaus von ihrer Drogensucht loszukommen.

## Veröffentlichung
Seine Weltpremiere feierte der Film bei den Filmfestspielen von Cannes im Mai 2019. Der Film kam am 27. September 2019 in den Vereinigten Staaten und Kanada in die Kinos.
Im Vereinigten Königreich und Irland kam er am 14. Februar 2020 in die Kinos, und in Japan am 28. Februar 2020.

## Rezeption
Bei Rotten Tomatoes hat der Film eine Zustimmungsrate von 97 Prozent, basierend auf 116 Kritiken. Bei Metacritic hat der Film eine Punktzahl von 77/100, basierend auf 24 Kritiken.